# Magomied Dżafarow
Magomied (Magoma) Dżafarow, ros. Магомед (Магома) Джафаров (ur. 20 marca?/1 kwietnia 1884 we wsi Kudali w okręgu gunibskim, zm. 3 listopada 1937 w łagrze w rejonie marinskim na Syberii) – rosyjski wojskowy (pułkownik), gubernator Czeczenii na przełomie 1918/1919 r., północnokaukaski bojownik antysowiecki.

## Życiorys
Ukończył szkołę realną w Temir-Chan-Szurze, po czym wstąpił ochotniczo do 2 Dagestańskiego Pułku Konnego. Brał udział w rosyjsko-japońskiej w latach 1904–1905. Na początku grudnia 1905 r. odznaczono go Krzyżem Św. Jerzego 4 klasy. W 1907 r. ukończył szkołę kawaleryjską w Jelizawetgradzie. Służył w stopniu chorążego w 1 Nerczinskim Pułku Kozaków zabajkalskich. Brał udział w I wojnie światowej w szeregach 1 Dagestańskiego Pułku Konnego. W 1915 r. awansował do stopnia porucznika. Objął dowództwo straży przyboczej gen. W. I. Iranowa, dowódcy III Kaukaskiego Korpusu Armijnego. Odznaczono go Orderem Św. Stanisława 4 klasy i Orderem Św. Anny 2 klasy. Doszedł do stopnia pułkownika. W 1917 r. powrócił na Północny Kaukaz. Po wycofaniu się wojsk tureckich z Dagestanu w grudniu 1918 r., z ramienia rządu Republiki Górskiej Północnego Kaukazu objął funkcję gubernatora Czeczenii, stając na czele tamtejszych wojsk. Jako dowódca 1 Dagestańskiego Pułku Konnego podjął walkę z wojskami Białych gen. Antona I. Denikina. Po upadku Republiki Górskiej w maju 1919 r., przeszedł wraz ze swoim pułkiem na służbę Białych. Walczył na froncie carycyńskim. Po zajęciu Dagestanu przez wojska bolszewickie na początku 1920 r., został jednym z przywódców powstania przeciwko ich władzy. Po aresztowaniu jego żony przez Czeka przybył tajnie do Temir-Chan-Szury, gdzie się poddał. Nie został jednak aresztowany dzięki wstawiennictwu przewodniczącego rewwojenrewkoma M.-M. Chizrojewa. Na początku 1921 r. wyjechał do Moskwy, gdzie objął funkcję wykładowcy w głównej szkole wojskowej przygotowania fizycznego robotników. Był też członkiem komisji do spraw przejścia wojska na system milicyjny. W latach 1922–1931 podejmował się jedynie czasowych prac. W 1931 r. został aresztowany przez OGPU w Kazachstanie, gdzie zajmował się skupem koni dla Narkomtorga ZSRR. Po procesie skazano go na karę 4,5 lat łagrów, ale została ona zniesiona. Pod koniec 1932 r. powrócił do Moskwy, otrzymując pracę inspektora w oddziale transportowym Dmitłaga OGPU. Otrzymał od Gienricha G. Jagody propozycję nielegalnego wyjazdu do Polski w celu rozpracowywania białej emigracji, ale odmówił. W rezultacie w marcu 1933 r. został ponownie aresztowany. W listopadzie tego roku skazano go na karę 10 lat łagrów. Osadzono go w obozie  w rejonie marinskim. 3 listopada 1937 r. został rozstrzelany.